# Keith Barron
Keith Barron (Mexborough, 1934. augusztus 8. – 2017. november 15.) angol színész, műsorvezető.

## Fontosabb filmjei

### Mozifilmek
- Baby Love (1968)
- The Man Who Had Power Over Women (1970)
- Gyújtógatók (The Firechasers) (1971)
- She'll Follow You Anywhere (1971)
- Melody (1971)
- Freelance (1971)
- Nothing But The Night (1973)
- Caprona - Az elfeledett vidék (The Land That Time Forgot) (1975)
- At the Earth's Core (1976)
- Elátkozottak utazása (Voyage of the Damned) (1976)
- God's Outlaw (1986)
- La passione (1996)
- Police 2020 (1997)
- In Love with Alma Cogan (2012)

### Tévésorozatok
- The Odd Man (1962–1963, 16 epizódban)
- It's Dark Outside (1964, nyolc epizódban)
- The Further Adventures of Lucky Jim (1967, hét epizódban)
- Telford's Change (1979, hét epizódban)
- Prince Regent (1979, hét epizódban)
- Leaving (1984–1985, 12 epizódban)
- Duty Free (1984–1986, 22 epizódban)
- Room at the Bottom (1986–1988, 13 epizódban)
- Haggard (1990–1992, 14 epizódban)
- The Good Guys (1992–1993, 16 epizódban)
- Where the Heart Is (2000–2004, 16 epizódban)
- NCS Manhunt (2002, hat epizódban)
- Yorkshire-i szívügyek (The Chase) (2006–2007, kilenc epizódban)
- Coronation Street (2007, 11 epizódban)
- Doktorok (Doctors) (2011–2015, három epizódban)
- Banks nyomozó (DCI Banks) (2012–2016, tízepizódban)

## További információ
- Keith Barron a PORT.hu-n (magyarul)
- Keith Barron az Internetes Szinkronadatbázisban (magyarul)
- Keith Barron az Internet Movie Database-ben (angolul)
- Keith Barron a Rotten Tomatoeson (angolul)